# Đái dầm ban đêm
Đái dầm ban đêm là tiểu tiện không tự nguyện trong khi ngủ sau độ tuổi mà việc kiểm soát bàng quang thường bắt đầu.  Đái dầm ở trẻ em và người lớn có thể dẫn đến căng thẳng cảm xúc.  Biến chứng có thể bao gồm nhiễm trùng đường tiết niệu.
Hầu hết đái dầm là một sự chậm phát triển, không phải là vấn đề về cảm xúc hay bệnh tật.  Chỉ có một tỷ lệ nhỏ (5 đến 10%) các trường hợp đái dầm có một nguyên nhân y tế cụ thể.  Đái dầm thường liên quan đến tiền sử gia đình về tình trạng này.  Đái dầm về đêm được coi là nguyên phát (PNE) khi trẻ chưa có thời gian khô ráo kéo dài.  Đái dầm ban đêm thứ phát (SNE) là khi một đứa trẻ hoặc người lớn bắt đầu đái dầm trở lại sau khi đã khô ráo.
Các phương pháp điều trị bao gồm từ liệu pháp hành vi, như báo thức đái dầm, đến thuốc, chẳng hạn như thay thế hormone và thậm chí là phẫu thuật như giãn niệu đạo.  Vì hầu hết đái dầm chỉ đơn giản là chậm phát triển, nên hầu hết các kế hoạch điều trị đều nhằm bảo vệ hoặc cải thiện lòng tự trọng.  Hướng dẫn điều trị khuyên bác sĩ tư vấn cho cha mẹ, cảnh báo về hậu quả tâm lý do áp lực, xấu hổ hoặc hình phạt đối với tình trạng trẻ em không thể kiểm soát.
Đái dầm là phàn nàn phổ biến nhất trong thời thơ ấu.

## Ảnh hưởng
Một đánh giá các tài liệu y khoa cho thấy các bác sĩ luôn nhấn mạnh rằng một đứa trẻ đái dầm không có lỗi trong tình huống này.  Nhiều nghiên cứu y học nói rằng tác động tâm lý của đái dầm quan trọng hơn những cân nhắc về thể chất.  "Thường thì phản ứng của trẻ và các thành viên trong gia đình đối với việc đái dầm quyết định xem đó có phải là vấn đề hay không." 